# Aspidistra alternativa
Aspidistra alternativa är en sparrisväxtart som beskrevs av Ding Fang och L.Y.Yu. Aspidistra alternativa ingår i släktet Aspidistra och familjen sparrisväxter. Inga underarter finns listade i Catalogue of Life.